# یواس‌اس پورتر (دی‌دی-۳۵۶)
یواس‌اس پورتر (دی‌دی-۳۵۶) (به انگلیسی: USS Porter (DD-356)) یک کشتی بود که طول آن ۳۸۱ فوت (۱۱۶ متر) بود. این کشتی در سال ۱۹۳۵ ساخته شد.